# Nicoletta Bauce
Nicoletta Bauce (Valdagno, 3 marzo 1954) è una cantautrice italiana.

## Biografia
Nei primi anni settanta, dopo aver studiato pianoforte al conservatorio, inizia a comporre canzoni e ad esibirsi in manifestazioni nella sua regione. In breve tempo partecipa a rassegne dedicate alla canzone d'autore in tutta Italia e durante un'esibizione a Roma viene notata da Edoardo De Angelis, che le fa firmare un contratto con la RCA Italiana.
Dopo il primo 45 giri, contenente la canzone Tre bocche nel cuore (che viene trasmessa spesso dalle radio private del periodo), la RCA le fa incidere un album insieme ad altre due cantautrici, Roberta D'Angelo e Silvia Draghi, e al duo Simo e Susi: il disco, intitolato Le cantautori e prodotto da Vincenzo Micocci, vede la partecipazione di noti session men come Luciano Ciccaglioni e Massimo Buzzi, mentre i testi hanno spesso tematiche legate al femminismo.
Nello stesso anno la Bauce si esibisce insieme a Francesco De Gregori, Paolo Conte, Lucio Dalla, Antonello Venditti, Rino Gaetano e Renzo Zenobi in un concerto al locale romano Trianon: dall'esibizione (trasmessa anche dalla Rai) viene tratto un disco dal vivo collettivo, Trianon '75, domenica musica, in cui la Bauce presenta Tre bocche nel cuore in versione acustica.
Nel 1976, dopo un tour nazionale, entra in sala d'incisione per lavorare all'album che viene pubblicato all'inizio dell'anno seguente con il titolo Nicoletta Bauce; tra i brani sono da ricordare Un campo che brucia, La commedia, il cui testo è scritto insieme ad Edoardo De Angelis, e la cover di Sitting on Top of the World, successo dei Mississippi Sheiks e di Charlie Patton del 1930, scritto da Walter Jacobs e Lonnie Chatmon ed inciso anche da moltissimi altri artisti, tra cui i Cream.
Le sonorità del disco si discostano da quelle tipiche della produzione cantautorale del periodo, avvicinandosi anche al progressive. L'album non viene promosso in maniera particolare dalla RCA e non riscuote grande successo.
L'anno successivo cambia casa discografica, passando alla Philips Records, che decide di puntare molto sul lancio della Bauce, facendola partecipare al Festival di Sanremo 1979 con la canzone Grande mago, a cui collabora per la composizione Roberto Colombo
Il 45 giri riscuote un discreto successo, pur essendo stato eliminato al Festival, ed entra anche in hit parade; la Bauce partecipa inoltre a molti programmi televisivi, come Domenica in e L'altra domenica (condotto da Renzo Arbore).
Nel 1980 l'artista inizia a comporre nuove canzoni per un altro album, che viene registrato ma non pubblicato a causa di un avvicendamento nella dirigenza della casa discografica: il nuovo direttore artistico non crede nelle potenzialità commerciali delle canzoni e la invita a modificare gli arrangiamenti per renderli più commerciali. La Bauce non accetta il compromesso che le viene proposto e decide allora di ritirarsi dall'attività musicale per dedicarsi all'insegnamento nelle scuole medie, dove tuttora è professoressa. A suo dire decise di ritirarsi perché non le piaceva quello stile di vita. Per questo motivo, quando Le Orme le chiesero di entrare a farne parte, lei rifiutò.

## Discografia

### Album
- 1975 - Le cantautori (con Roberta D'Angelo, Simo e Susi e Silvia Draghi) (RCA Italiana, TPL 1-1181)
- 1977 - Nicoletta Bauce (RCA Italiana, PL 31245)

### Singoli
- 1975 - Tre bocche nel cuore/Quando tornerai (RCA Italiana, TPBO 1170)
- 1977 - Prestami il tuo corpo/Sittin' on Top of the World (RCA Italiana, PPC 6016) (45 giri promo)
- 1979 - Grande mago/In orizzontale (Philips Records, 6025 209)

### Compilation
- 1975 - Trianon '75, domenica musica (RCA Italiana, TCL 2-1178) con Tre bocche nel cuore
- 1979 - Sanremo '79 (EMI Italiana) con Grande mago